# Panteón Jardín

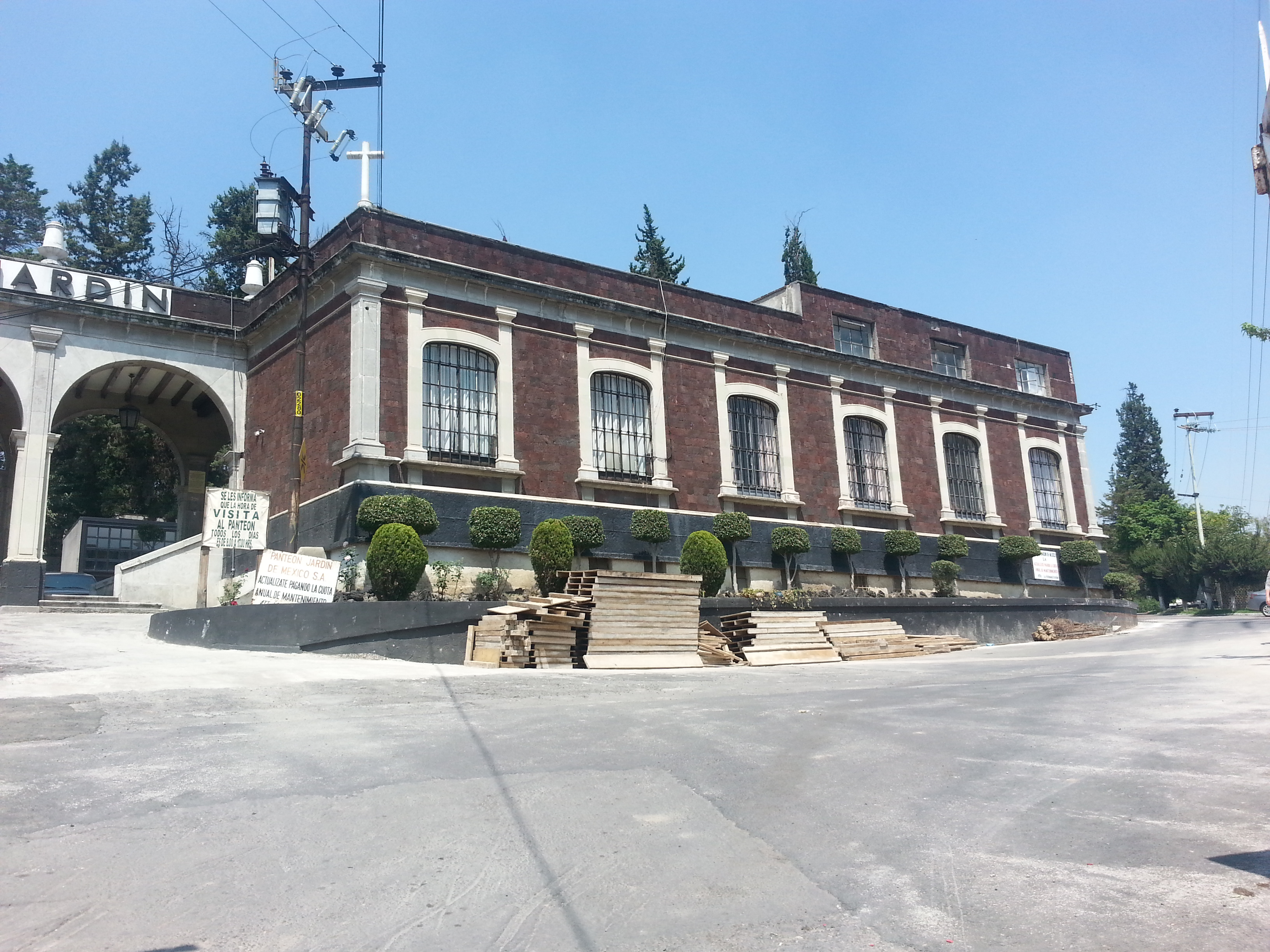
Eingangsgebäude zum Panteón Jardín

Das Panteón Jardín in Mexiko-Stadt ist eine im Jahr 1941 eingerichtete Beisetzungsstätte für viele mexikanische Filmschaffende. Es befindet sich ca. 11 km (Fahrtstrecke) südlich des Chapultepec-Parks.
Hier ruhen bekannte Künstler des „goldenen Jahrzehnts des mexikanischen Films“ der Jahre 1945 bis 1956 wie Blanca Estela Pavón, Pedro Infante, Pedro Armendáriz, Jorge Negrete, Germán Valdés, Javier Solís, Ninón Sevilla, Mercedes Pinto, Miguel Aceves Mejía u. a.